# Max Raub
Max Raub, właśc. Maximilian Raub (ur. 13 kwietnia 1926 w Wiedniu, zm. 17 listopada 2019 tamże) – austriacki kajakarz. Dwukrotny medalista olimpijski.
Brał udział w dwóch igrzyskach olimpijskich (IO 52, IO 56). Na obu był trzeci w kajakowych dwójkach na dystansie 1000 metrów, płynął z nim Herbert Wiedermann. Był czterokrotnym medalistą mistrzostw świata – zdobył złoto w kajakowej dwójce na dystansie 10 000 metrów w 1954. Po brąz sięgał trzykrotnie: w 1950 i w 1954 w sztafecie kajakowej K-1 4 × 500 metrów, w 1950 również w kajakowej dwójce na dystansie 500 metrów.